# 87CLOCKERS
『87CLOCKERS』（エイティセブンクロッカーズ）は、二ノ宮知子による日本の漫画。『ジャンプ改』（集英社）にて創刊号（2011年6月）から2014年11月号まで連載された。その後『週刊ヤングジャンプ』に掲載誌を移し2015年4・5合併号から2016年31号まで連載。単行本は全9巻。2012年4月発売の第1巻は韓国・台湾・香港で日本と同日に発売される試みがされた。

## あらすじ
一目惚れした美女が虐げられていると思い込んだ音大生の奏（かなで）は、彼女を助けるため、“パソコンのF1レース”と呼ばれるオーバークロックのディープな世界へ足を踏み入れる。

## 登場人物
一ノ瀬 奏（いちのせ かなで）
名門の呼び声高い英孝音大の3年生、ヴァイオリン専攻。入学当初は教授たちの期待も高かったが、向上心や競争心とは無縁の性格で、コンクール出場を拒み続けるうちに見放された。母親はピアノ教室を開いている。
雪の夜に裸足でアパートの外に立っていたハナに一目惚れする。ハナをミケから解放させるために、オーバークロックで世界一になったらミケと別れて自分と組んで欲しいと約束する。
中村 ハナ（なかむら ハナ）
大学3年生。オーバークロッカーのミケを全力でサポートする。おっちょこちょい。パイナップル工場でのアルバイトや内職で稼いだお金のほとんどをオーバークロックに注ぎ込んでいる。
ミケ
オーバークロックの世界記録保持者。世界中のオーバークロッカーから羨望と嫉妬の目を向けられている。
ジュリア
薬学専攻の女子大生。ミケに憧れるオーバークロッカー。秋葉原で奏と知り合うが、奏の素人ぶりに呆れ、レッスンを請け負う。オーバークロック代を稼ぐため六本木のキャバクラで働いている。
モッちん
オーバークロッカーの中学生。度々学校行事をさぼってオーバークロックカフェに通ってくる。

## 書誌情報
- 二ノ宮知子 『87CLOCKERS』 集英社〈ヤングジャンプ・コミックスΧ→ヤングジャンプ・コミックス〉、全9巻
  1. 2012年4月15日発行（2012年4月10日発売[2]）、ISBN 978-4-08-879304-7
  2. 2012年10月15日発行（2012年10月10日発売[3]）、ISBN 978-4-08-879453-2
  3. 2013年5月15日発行（2013年5月10日発売[4]）、ISBN 978-4-08-879572-0
  4. 2013年11月13日発行（2013年11月8日発売[5]）、ISBN 978-4-08-879694-9
  5. 2014年6月15日発行（2014年6月10日発売[6]）、ISBN 978-4-08-879849-3
  6. 2015年2月24日発行（2015年2月19日発売[7]）、ISBN 978-4-08-890165-7
  7. 2015年8月24日発行（2015年8月19日発売[8]）、ISBN 978-4-08-890239-5
  8. 2016年3月23日発行（2016年3月18日発売[9]）、ISBN 978-4-08-890355-2
  9. 2016年9月21日発行（2016年9月16日発売[10]）、ISBN 978-4-08-890494-8